# Gustav Hössjer

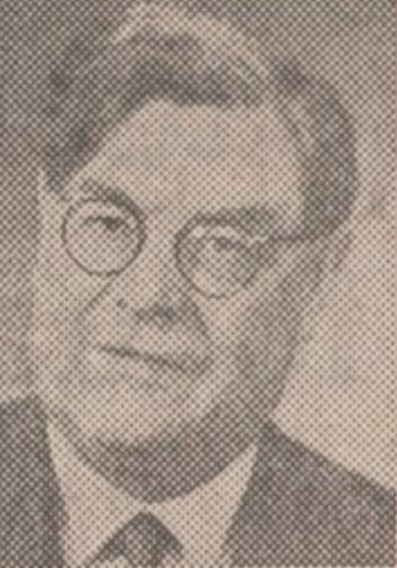
Gustav Hössjer

Karl Gustav Natanael Hössjer, född 16 januari 1897 i Hössjö, Slätthögs socken, Kronobergs län, död 1977, var en svensk matematiker och skolman. Han är morfar till professor Ola Hössjer och till Boel Hössjer Sundman.
Hössjer disputerade 1929 och var därefter docent vid Lunds universitet  samtidigt som han var lektor vid Flickläroverket i Malmö. Han var 1936–1963
professor i matematik vid Chalmers tekniska högskola samt rektor där 1943–1958.
Hössjer invaldes 1937 som ledamot av Kungliga Vetenskaps- och Vitterhetssamhället i Göteborg, blev 1949 ledamot av Kungliga Vetenskaps-Societeten i Uppsala och 1953 ledamot av Ingenjörsvetenskapsakademien. Han tilldelades Chalmersmedaljen 1967.